# جون كالان
جون كالان (بالإنجليزية: John Callan)‏ هو محامي نيوزيلندي، ولد في 15 أغسطس 1882 في دنيدن في نيوزيلندا، وتوفي في 12 فبراير 1951 في أوكلاند في نيوزيلندا.